# 3e étape du Tour d'Italie 2016
Pour un article plus général, voir Tour d'Italie 2016.
La 3e étape du Tour d'Italie 2016 se déroule le dimanche 8 mai 2016 aux Pays-Bas, entre Nimègue et Arnhem, sur une distance de 190 km.

## Parcours
Le parcours est plat.

## Résultats

### Classement de l'étape
| Classement de l'étape | Classement de l'étape | Classement de l'étape | Classement de l'étape | Classement de l'étape |
|                       | Coureur               | Pays                  | Équipe                | Temps                 |
| --------------------- | --------------------- | --------------------- | --------------------- | --------------------- |
| 1er                   | Marcel Kittel         | Allemagne             | Etixx-Quick Step      | en 4 h 23 min 45 s    |
| 2e                    | Elia Viviani          | Italie                | Sky                   | m.t                   |
| 3e                    | Giacomo Nizzolo       | Italie                | Trek-Segafredo        | m.t                   |
| 4e                    | André Greipel         | Allemagne             | Lotto-Soudal          | m.t                   |
| 5e                    | Alexander Porsev      | Russie                | Katusha               | m.t                   |
| 6e                    | Kristian Sbaragli     | Italie                | Dimension Data        | m.t                   |
| 7e                    | Moreno Hofland        | Pays-Bas              | Lotto NL-Jumbo        | m.t                   |
| 8e                    | Arnaud Démare         | France                | FDJ                   | m.t                   |
| 9e                    | Rick Zabel            | Allemagne             | BMC Racing            | m.t                   |
| 10e                   | Matej Mohorič         | Slovénie              | Lampre-Merida         | m.t                   |
| modifier              |                       |                       |                       |                       |

### Points attribués
|   | Cycliste           | Nat            | Équipe                     | Pts | Bonif |
| - | ------------------ | -------------- | -------------------------- | --- | ----- |
| 1 | Maarten Tjallingii | Pays-Bas       | Lotto NL-Jumbo             | 20  | 3 s   |
| 2 | Giacomo Berlato    | Italie         | Nippo-Vini Fantini         | 12  | 2 s   |
| 3 | Julen Amézqueta    | Espagne        | Wilier Triestina-Southeast | 8   | 1 s   |
| 4 | Johann van Zyl     | Afrique du Sud | Dimension Data             | 6   |       |
| 5 | Elia Viviani       | Italie         | Sky                        | 4   |       |
| 6 | Matteo Trentin     | Italie         | Etixx-Quick Step           | 3   |       |
| 7 | Kristian Sbaragli  | Italie         | Dimension Data             | 2   |       |
| 8 | Matthias Brändle   | Autriche       | IAM                        | 1   |       |

|   | Cycliste             | Nat            | Équipe                     | Pts | Bonif |
| - | -------------------- | -------------- | -------------------------- | --- | ----- |
| 1 | Maarten Tjallingii   | Pays-Bas       | Lotto NL-Jumbo             | 20  | 3 s   |
| 2 | Giacomo Berlato      | Italie         | Nippo-Vini Fantini         | 12  | 2 s   |
| 3 | Johann van Zyl       | Afrique du Sud | Dimension Data             | 8   | 1 s   |
| 4 | Julen Amézqueta      | Espagne        | Wilier Triestina-Southeast | 6   |       |
| 5 | Kristian Sbaragli    | Italie         | Dimension Data             | 4   |       |
| 6 | Michael Hepburn      | Australie      | Orica-GreenEDGE            | 3   |       |
| 7 | Laurent Didier       | Luxembourg     | Trek-Segafredo             | 2   |       |
| 8 | Ramūnas Navardauskas | Lituanie       | Cannondale                 | 1   |       |

| - Sprint final de Arnhem (km 190) \| \| Cycliste \| Nat \| Équipe \| Points \| Bonif \| \| -- \| ----------------- \| --------- \| -------------------------- \| ------ \| ----- \| \| 1 \| Marcel Kittel \| Allemagne \| Etixx-Quick Step \| 50 \| 10 s \| \| 2 \| Elia Viviani \| Italie \| Sky \| 35 \| 6 s \| \| 3 \| Giacomo Nizzolo \| Italie \| Trek-Segafredo \| 25 \| 4 s \| \| 4 \| André Greipel \| Allemagne \| Lotto-Soudal \| 18 \| \| \| 5 \| Alexander Porsev \| Russie \| Katusha \| 14 \| \| \| 6 \| Kristian Sbaragli \| Italie \| Dimension Data \| 12 \| \| \| 7 \| Moreno Hofland \| Pays-Bas \| Lotto NL-Jumbo \| 10 \| \| \| 8 \| Arnaud Démare \| France \| FDJ \| 8 \| \| \| 9 \| Rick Zabel \| Allemagne \| BMC Racing \| 7 \| \| \| 10 \| Matej Mohorič \| Slovénie \| Lampre-Merida \| 6 \| \| \| 11 \| Manuel Belletti \| Italie \| Wilier Triestina-Southeast \| 5 \| \| \| 12 \| Caleb Ewan \| Australie \| Orica-GreenEDGE \| 4 \| \| \| 13 \| Matteo Pelucchi \| Italie \| IAM \| 3 \| \| \| 14 \| Paolo Simion \| Italie \| Bardiani CSF \| 2 \| \| \| 15 \| Ivan Savitskiy \| Russie \| Gazprom-RusVelo \| 1 \| \| |                   |           |                            |        |       |
| | Cycliste          | Nat       | Équipe                     | Points | Bonif |
| 1 | Marcel Kittel     | Allemagne | Etixx-Quick Step           | 50     | 10 s  |
| 2 | Elia Viviani      | Italie    | Sky                        | 35     | 6 s   |
| 3 | Giacomo Nizzolo   | Italie    | Trek-Segafredo             | 25     | 4 s   |
| 4 | André Greipel     | Allemagne | Lotto-Soudal               | 18     |       |
| 5 | Alexander Porsev  | Russie    | Katusha                    | 14     |       |
| 6 | Kristian Sbaragli | Italie    | Dimension Data             | 12     |       |
| 7 | Moreno Hofland    | Pays-Bas  | Lotto NL-Jumbo             | 10     |       |
| 8 | Arnaud Démare     | France    | FDJ                        | 8      |       |
| 9 | Rick Zabel        | Allemagne | BMC Racing                 | 7      |       |
| 10 | Matej Mohorič     | Slovénie  | Lampre-Merida              | 6      |       |
| 11 | Manuel Belletti   | Italie    | Wilier Triestina-Southeast | 5      |       |
| 12 | Caleb Ewan        | Australie | Orica-GreenEDGE            | 4      |       |
| 13 | Matteo Pelucchi   | Italie    | IAM                        | 3      |       |
| 14 | Paolo Simion      | Italie    | Bardiani CSF               | 2      |       |
| 15 | Ivan Savitskiy    | Russie    | Gazprom-RusVelo            | 1      |       |

### Cols et côtes
| - Côte de Posbank, 4e catégorie (km 136,9) \| \| Cycliste \| Pays \| Équipe \| Points \| \| - \| ------------------ \| -------- \| -------------------------- \| ------ \| \| 1 \| Maarten Tjallingii \| Pays-Bas \| Lotto NL-Jumbo \| 3 \| \| 2 \| Julen Amézqueta \| Espagne \| Wilier Triestina-Southeast \| 2 \| \| 3 \| Giacomo Berlato \| Italie \| Nippo-Vini Fantini \| 1 \| |                    |          |                            |        |
| | Cycliste           | Pays     | Équipe                     | Points |
| 1 | Maarten Tjallingii | Pays-Bas | Lotto NL-Jumbo             | 3      |
| 2 | Julen Amézqueta    | Espagne  | Wilier Triestina-Southeast | 2      |
| 3 | Giacomo Berlato    | Italie   | Nippo-Vini Fantini         | 1      |

### Classement au temps par équipes
| Classement par équipes au temps | Classement par équipes au temps | Classement par équipes au temps | Classement par équipes au temps |
|                                 | Équipe                          | Pays                            | Temps                           |
| ------------------------------- | ------------------------------- | ------------------------------- | ------------------------------- |
| 1re                             | Katusha                         | Russie                          | en 13 h 11 min 15 s             |
| 2e                              | Etixx-Quick Step                | Belgique                        | m.t                             |
| 3e                              | Giant-Alpecin                   | Allemagne                       | m.t                             |
| modifier                        |                                 |                                 |                                 |

### Classement aux points par équipes
| Classement par équipes aux points | Classement par équipes aux points | Classement par équipes aux points | Classement par équipes aux points | Classement par équipes aux points |
|                                   | Équipes                           | Pays                              |                                   | Point(s)                          |
| --------------------------------- | --------------------------------- | --------------------------------- | --------------------------------- | --------------------------------- |
| 1re                               | Etixx-Quick Step                  | Belgique                          |                                   | 50                                |
| 2e                                | Sky                               | Royaume-Uni                       |                                   | 36                                |
| 3e                                | Lotto NL-Jumbo                    | Pays-Bas                          |                                   | 26                                |
| modifier                          |                                   |                                   |                                   |                                   |

## Classements à l'issue de l'étape

### Classement général
| Classement général | Classement général | Classement général | Classement général | Classement général |
|                    | Coureur            | Pays               | Équipe             | Temps              |
| ------------------ | ------------------ | ------------------ | ------------------ | ------------------ |
| 1er                | Marcel Kittel      | Allemagne          | Etixx-Quick Step   | en 9 h 13 min 10 s |
| 2e                 | Tom Dumoulin       | Pays-Bas           | Giant-Alpecin      | + 9 s              |
| 3e                 | Andrey Amador      | Costa Rica         | Movistar           | + 15 s             |
| 4e                 | Tobias Ludvigsson  | Suède              | Giant-Alpecin      | + 17 s             |
| 5e                 | Moreno Moser       | Italie             | Cannondale         | + 21 s             |
| 6e                 | Bob Jungels        | Luxembourg         | Etixx-Quick Step   | + 22 s             |
| 7e                 | Matthias Brändle   | Autriche           | IAM                | + 23 s             |
| 8e                 | Roger Kluge        | Allemagne          | IAM                | + 25 s             |
| 9e                 | Chad Haga          | États-Unis         | Giant-Alpecin      | + 25 s             |
| 10e                | Georg Preidler     | Autriche           | Giant-Alpecin      | + 26 s             |
| modifier           |                    |                    |                    |                    |

### Classement du meilleur jeune
| Classement du meilleur jeune | Classement du meilleur jeune | Classement du meilleur jeune | Classement du meilleur jeune | Classement du meilleur jeune |
|                              | Coureur                      | Pays                         | Équipe                       | Temps                        |
| ---------------------------- | ---------------------------- | ---------------------------- | ---------------------------- | ---------------------------- |
| 1er                          | Tobias Ludvigsson            | Suède                        | Giant-Alpecin                | en 9 h 13 min 27 s           |
| 2e                           | Bob Jungels                  | Luxembourg                   | Etixx-Quick Step             | + 5 s                        |
| 3e                           | Łukasz Wiśniowski            | Pologne                      | Etixx-Quick Step             | + 12 s                       |
| 4e                           | Moreno Hofland               | Pays-Bas                     | Lotto NL-Jumbo               | + 17 s                       |
| 5e                           | Stefan Küng                  | Suisse                       | BMC Racing                   | + 22 s                       |
| modifier                     |                              |                              |                              |                              |

### Classement aux points
| Classement par points | Classement par points | Classement par points | Classement par points | Classement par points |
| --------------------- | --------------------- | --------------------- | --------------------- | --------------------- |
|                       | Coureur               | Pays                  | Équipe                | Point(s)              |
| 1er                   | Marcel Kittel         | Allemagne             | Etixx-Quick Step      | 106 points            |
| 2e                    | Maarten Tjallingii    | Pays-Bas              | Lotto NL-Jumbo        | 80 pts                |
| 3e                    | Elia Viviani          | Italie                | Sky                   | 49 pts                |
| 4e                    | Giacomo Berlato       | Italie                | Nippo-Vini Fantini    | 44 pts                |
| 5e                    | Giacomo Nizzolo       | Italie                | Trek-Segafredo        | 43 pts                |
| modifier              |                       |                       |                       |                       |

### Classement du meilleur grimpeur
| Classement du meilleur grimpeur | Classement du meilleur grimpeur | Classement du meilleur grimpeur | Classement du meilleur grimpeur | Classement du meilleur grimpeur |
| ------------------------------- | ------------------------------- | ------------------------------- | ------------------------------- | ------------------------------- |
|                                 | Coureur                         | Pays                            | Équipe                          | Point(s)                        |
| 1er                             | Maarten Tjallingii              | Pays-Bas                        | Lotto NL-Jumbo                  | 5 points                        |
| 2e                              | Omar Fraile                     | Espagne                         | Dimension Data                  | 3 pts                           |
| 3e                              | Julen Amézqueta                 | Espagne                         | Wilier Triestina-Southeast      | 2 pts                           |
| 4e                              | Giacomo Berlato                 | Italie                          | Nippo-Vini Fantini              | 2 pts                           |
| modifier                        |                                 |                                 |                                 |                                 |

### Classements par équipes

#### Classement au temps
| Classement par équipes au temps | Classement par équipes au temps | Classement par équipes au temps | Classement par équipes au temps |
|                                 | Équipe                          | Pays                            | Temps                           |
| ------------------------------- | ------------------------------- | ------------------------------- | ------------------------------- |
| 1re                             | Giant-Alpecin                   | Allemagne                       | en 27 h 40 min 21 s             |
| 2e                              | Lotto NL-Jumbo                  | Pays-Bas                        | + 15 s                          |
| 3e                              | Etixx-Quick Step                | Belgique                        | + 20 s                          |
| modifier                        |                                 |                                 |                                 |

#### Classement aux points
| Classement par équipes aux points | Classement par équipes aux points | Classement par équipes aux points | Classement par équipes aux points | Classement par équipes aux points |
|                                   | Équipes                           | Pays                              |                                   | Point(s)                          |
| --------------------------------- | --------------------------------- | --------------------------------- | --------------------------------- | --------------------------------- |
| 1re                               | Etixx-Quick Step                  | Belgique                          |                                   | 124                               |
| 2e                                | Lotto NL-Jumbo                    | Pays-Bas                          |                                   | 97                                |
| 3e                                | Giant-Alpecin                     | Pays-Bas                          |                                   | 79                                |
| modifier                          |                                   |                                   |                                   |                                   |

### Abandons
- 9 -  Jean-Christophe Péraud (AG2R La Mondiale) : abandon
- 34 -  Silvan Dillier (BMC Racing) : abandon